# Демидов, Николай Иванович (генерал от инфантерии)
Николай Иванович Демидов (1773—1833) — генерал от инфантерии, генерал-адъютант, сенатор из рода Демидовых. Главный директор Пажеского и сухопутных кадетских корпусов.

## Биография
Происходил из рода известных горнозаводчиков, записанном в дворянские книги Рязанской губернии; родился 19 (30) августа 1773 года в семье бригадира Ивана Ивановича Демидова, владельца роскошной усадьбы в Гороховском переулке. Мать Елизавета была дочерью сенатора Григория Теплова.
По обычаю того времени, Иван Демидов со дня рождения записан был на службу в лейб-гвардии Преображенский полк, причём через три года произведён в сержанты. В действительную службу вступил прапорщиком 1 января 1790 года. Произведён в капитаны в 1798 году, в полковники — в 1799 году.
В 1803 году произведён в генерал-майоры и зачислен в лейб-гвардии Измайловский полк, с назначением с 16 мая шефом Петровского пехотного полка.
В начале 1807 года, во время войны России с Францией, генерал-майор Демидов находился с Петровским пехотным полком в Пруссии, но в военных действиях участия не принимал. В том же году занимался формированием Либавского пехотного полка. В 1808 году Демидов поступил в армию, действовавшую в Финляндии против шведов, где ему поручено было, с двумя пехотными батальонами и двумя казачьими сотнями, охранение города Вазы. 13 июня Демидов, обманутый ложными слухами о движении сильного неприятельского отряда на селение Сембди, выступил ему навстречу почти со всеми своими силами; а между тем шведы, под начальством генерал-адъютанта Бергенстроле, прибыв на судах из Умео, заняли Вазу. Тогда генерал-майор Демидов, узнав о своей ошибке, вернулся и взял Вазу штурмом, причём потерял около 150 человек убитыми и ранеными. Шведы потеряли одну пушку, командующего десантом, 12 офицеров и 235 нижних чинов пленными и до 300 человек убитыми и ранеными. 5 июля 1808 года Николай Иванович был награждён орденом Св. Георгия 3-й степени (№ 192 по кавалерским спискам)
В воздаяние отличнаго мужества и храбрости, оказанных в сражении 13-го июня со шведскими десантными войсками при г. Ваза, где, командуя отрядом войск, имел с неприятелем кровопролитное сражение, продолжавшееся шесть часов, и особым искусством и храбростию порученных войск превозмог превосходство сил неприятеля и одержал совершенную победу.
Затем Николай Иванович с отличием участвовал в сражениях при кирке Куортане 30 августа и при Оравайсе 2 сентября, за что удостоен был ордена Св. Владимира 3-й степени; а в начале 1809 года, по непосредственному назначению императора Александра І, ему поручено было охранение Аландских островов. В том же году, 12 декабря, Демидов был назначен начальником 21-й пехотной дивизии в Финляндии, где и оставался до октября 1817 года, когда получил в командование 1-ю гренадерскую дивизию, причем шефом Петровского полка числился до 1 сентября 1814 года и в 1816 году был произведён в генерал-лейтенанты.
В 1824 году Николаю Ивановичу Демидову, согласно прошению, по болезни, высочайше повелено было состоять по армии.
15 декабря 1825 года на другой день по восшествии императора Николая І на престол, генерал-лейтенант Демидов, назначен был генерал-адъютантом, а вслед за тем, в 1826 году, — присутствующим в Правительствующем сенате. В январе—феврале 1826 года совершил инспекционную поездку в Житомир и Киев в связи с восстанием Черниговского пехотного полка и для расследования по делу о тайных обществах. В мае того же года на Демидова, по Высочайшему повелению, была возложена ревизия округа военных поселений гренадерских полков короля Прусского и графа Аракчеева. «Фронт отличен, строения обширны и величественны, госпитали беспримерны; изящная чистота внутри жилищ поселян, — восторженно писал Демидов во всеподданнейшем донесении, — превышает всякое воображение… Даже и те принадлежности, кои должны иметь непременные следы своего употребления, кажутся быть совершенно новыми и как будто никогда в употреблении не бывали; полы, стулья, стены от чрезмерной чистоты суть как новые, да и сами печи, где производится печение хлебов и варение пищи, ни малейших не имеют оному следов».
Во время коронации императора Николая І Н. И. Демидов командовал отрядом пехоты гвардейского корпуса в Москве.
14 декабря 1826 года Демидов был назначен членом комитета для составления воинского устава и главным директором Пажеского и всех кадетских корпусов, Дворянского полка, Императорского военно-сиротского дома и Императорского Царскосельского лицея с состоявшим тогда при нём Благородным пансионом и членом совета о военных училищах; так как главный начальник Пажеского и кадетских корпусов великий князь Константин Павлович жил всё время в Варшаве, то Демидов до 1831 года был полным распорядителем судеб военно-учебных заведений. После восстания декабристов, император Николай I отдал приказание «подтянуть» дисциплину, в чём Демидов своеобразно и отличился.
Он обратил особое внимание на строевую выправку воспитанников и достиг в этом большого успеха. По-своему Демидов заботился и о нравственном воспитании вверенных ему «детушек», как он называл кадет, причем под «нравственностью» Демидов разумел «благонравие», слагающееся из «покорности», «послушания» и «учтивости». Свои наставления по части нравственного воспитания, содержавшиеся в многочисленных приказах, циркулярах и тому подобные документы, Демидов приказывал переплетать в особые тетради и раздавать по ротам «для всегдашнего чтения в назидание воспитанников»; сверх того предписывал, чтобы эти наставления читали воспитанникам вслух корпусные офицеры. Вместе с тем Демидов отличался большой набожностью, крайним ханжеством, суеверностью и большой жестокостью по отношению к провинившимся. Н. С. Лесков в рассказе «Кадетский монастырь», нарисовал весьма нелестный образ Демидова.
В 1828 году произведён в генералы от инфантерии. В 1828, 1829 и начале 1830 года начальствовал войсками, остававшимися в Санкт-Петербурге по выступлении гвардии в поход против турок. В 1828 году награждён знаком отличия беспорочной службы за XXX лет, кроме того имел орден Св. Александра Невского.
В 1832 году поехал для излечения болезни на Кавказские минеральные воды, где Николай Иванович Демидов и умер 4 (16) июня 1833 года.